# Bokodi Béla
Bokodi Béla (Kispest, 1933. november 7. –) magyar újságíró, televíziós szerkesztő, riporter, író.

## Életpályája
A Vörös Csillag Traktorgyárban kezdett dolgozni, mint lakatos. Itt ismerkedett meg az újságírással, később a gyár üzemi lapjához került, amelynek egy évig a szerkesztője is volt. Közben a sorkatonai szolgálatát a légierőnél, mint ejtőernyős töltötte, a Győztes sas című művével ekkor irodalmi díjat nyert, ez eldöntötte későbbi pályáját. 1962-ben került a Magyar Televízióhoz, TV-Híradó szerkesztőségéhez, szerkesztő-riporternek. Vecsei Marietta operatőrrel sok évig készítették együtt a tudósításokat és dokumentumfilmeket. Nyomon követték a budapesti metróhálózat építésének évtizedeit. 1967-ben 30 napot töltött a Szemlő-hegyi-barlangban a föld alatt, barlangászok társaságában egy egészségügyi és táplálkozástudományi kísérlet keretében. Erről riportfilmet is késztett. 1968-ban az algyői gázkitörés és a mentési munkálatok alatt a helyszínen dolgozott, a napi tudósítások mellett dokumentumfilmet is készített az eseményről. 1971-ben, Salgótarjánban forgatott riportot A HÉT című műsor részére Balázs János cigány, naiv festőről, valamint Fock Jenő miniszterelnök finnországi látogatásáról és Losonczi Pál kongói tárgyalásairól is ő tudósított. Egy Scania-expedícióval eljutott az Északi sarkkörig. 1985-től Urbán Lajos Közlekedési és postaügyi miniszter hívására elvállalta a minisztérium sajtófőnöki beosztását. 1989-ben a MÁV sajtófőnöke lett.
Nyugdíjba vonulása után több könyvet írt. Köztük arról az útjáról, amikor keresztül kerékpározták Ausztrália sivatagjait Mészáros Jánossal. Évekig az újságíró labdarúgó válogatott tagja volt, azokban az években a SZÚR (Színészek és újságírók) mérkőzéseken 70-80 ezer néző szurkolt nekik.
MÚOSZ tag.

Egyik könyvében így írt magáról: 

„Magaménak érzem a mondást, nem mindig lehet megtenni, amit kell, de mindig meg kell tenni azt, amit lehet”

. 
Róla írták: „humora életet ment".

## Könyvei
- Bokodi Béla: 30 nap a föld alatt (Sport Lap- és Könyvkiadó, Budapest 1967)
- Bokodi Béla–eM. Soós György: Kerékpárral négy sivatagon át... (Dinasztia Kiadó, Budapest 1995)
- Bokodi Béla–Szabó Attila–Szipola Antal–eM Soós György: Kenguruk, koalák, emuk és mi... (S. O. N. Ügynökség, 1995)
- Bokodi Béla: Eisenbahn nostalgie in Ungarn (HungariaSport kiadó)
- Bokodi Béla: Legendás szigetek, legendás történetek (Dinasztia Kiadó, Budapest 1996)

## Publikációiból
- Brigádpanoráma (Táncsics Könyvkiadó, 1975)
- Metró '76 (Lapkiadó Vállalat, 1976)
- Metró '78 (Lapkiadó Vállalat, 1978)
- KÉV Metró

## Díjai, elismerései
- Miskolci Televíziós Fesztivál – Híradó kategória díja (1968)
- Miskolci Televíziós Fesztivál – Híradó kategória díja (1969)

## Filmográfiája
- 30 nap a föld alatt (1967) operatőr: Bokodi Béla, Schóber Róbert
- Algyői fáklya (1968)  operatőr: Vecsei Marietta
- A barátság kék országútján (1968)  operatőr: Vecsei Marietta
- Dr. Huszár Teréz (1970) operatőr: Vecsei Marietta
- Dunától a Kongó folyóig (1971)  operatőr: Vecsei Marietta
- Újabb évtizedek küszöbén (1974) operatőr: Vecsei Marietta
- Vasút a város alatt (1976) operatőr: Vecsei Marietta
- Vasút a város alatt (1979) operatőr: Vecsei Marietta
- A tönk meg a széle (1984)
- Falfúró (1986)